# 弘前大学の人物一覧
弘前大学の人物一覧（ひろさきだいがくのじんぶついちらん）は、弘前大学に関係する人物の一覧記事。

## 旧制弘前高等学校出身者
弘前大学の前身となる弘前高等学校 (旧制) からは、日本を代表する多くの優秀な人材が政治から文学まで幅広く輩出された。文京キャンパス内には大正10年（1921年）から昭和23年（1948年）までの全入学生の名前が刻まれた石碑の銘板が建っている。
学者
- 大石義雄 - 憲法学者
- 山本時男 - 生物学者
- 小山正孝 - 中国文学者
- 田中修 - 元・北海学園大学学長
- 高瀬侍郎 - 拓殖大学総長、外交官
- 小栗浩 - 独文学者
- 津田真澂 - 労働問題研究者
- 緑川林造 - 工学者、元北海道工業大学学長
- 奥平康弘 - 法学者（憲法）
- 川村琢 - 農業経済学者
- 工藤圭章 - 建築史学者
- 野崎孝 - アメリカ文学者、翻訳家
- 箕輪成男 - 出版学者
- 安藤良雄 - 経済学者

財界
- 日高輝 - 山一證券社長
- 岩越忠恕 - 日産自動車社長
- 小川義男 - 住友軽金属工業社長
- 千葉一男 - 王子製紙社長
- 大道寺小三郎 - みちのく銀行頭取

政治家・官僚
- 宇佐美毅 - 宮内庁長官
- 門叶宗雄 - 3代目防衛事務次官、内務出身
- 田中敏文 - 北海道知事
- 竹内黎一 - 科学技術庁長官
- 池端清一 - 国土庁長官
- 鴨田宗一 - 自由民主党衆議院議員
- 竹中修一 - 自由民主党衆議院議員
- 小林国司 - 自由民主党参議院議員、農林官僚
- 津川武一 - 日本共産党衆議院議員
- 佐藤敬治 - 日本社会党衆議院議員、大館市長
- 鈴木隆夫 - 衆議院事務総長、国立国会図書館長
- 松本作衛 - 農水事務次官、農林漁業金融公庫総裁
- 谷藤正三 - 北海道開発事務次官
- 千田謙蔵 - 横手市市長

法曹
- 柳川真文 - 大阪高検検事長、法務総裁官房長

文化
- 明本京静 - 音楽家
- 太宰治 - 作家
- 石上玄一郎 - 小説家
- 家城巳代治 - 映画監督
- 鈴木清順 - 映画監督
- 高木恭造 - 日本の方言詩人（津軽弁）、医師
- 高野斗志美　ｰ文芸評論家
- 中村嘉人 - 日本の文筆家

政治運動家
- 田中清玄 - 政治活動家

マスコミ
- 平岡敏男 - ジャーナリスト、毎日新聞社社長
- 鈴木健二 - 元NHKアナウンサー

## 青森師範学校出身者
- 葛西康 - 日本の洋画家、元秋田大学教授、一陽会会員、菁々会会員
- 阿部武智雄 - 衆議院議員（立憲政友会→政友本党）
- 木村文男 - 日本の政治家、自由民主党衆議院議員（3期）
- 関晴正 - 日本の政治家、日本社会党衆議院議員（4期）
- 中村拓道 - 日本の政治家、青森県八戸市の12代目市長
- 奈良岡良二 - 日本の競歩選手、保健体育学者、ベルリン五輪50キロメートル競歩出場
- 楠美恩三郎 - 作曲家。
- 工藤卓爾 - 青森市初代市長
- 小野才八郎 - 小説家
- 田村勝夫 - 編集者、出版事業家
- 鈴木喜代春 - 児童文学作家
- 加藤謙一 - 雑誌編集者
- 葉治英哉 - 小説家 ※中退
- 原子昭三 - 著作家、教育者
- 小井川潤次郎 - 民俗学者、郷土史家
- 大関久五郎：日本の地理学者

## 弘前医科大学(旧制)出身者
- 山崎竜男：元自由民主党参議院議員（4期）

## 教員・元教員
学長
- 丸井清泰：初代学長。日本の医学者。
- 郡場寛：第2代学長。日本の植物生理生態学者。
- 大池弥三郎：第9代学長。日本の医学者。
- 手代木渉：第10代学長。日本の生物学者。

人文学・教育・教養系
- 安野眞幸：日本史学者、聖徳大学教授、弘前大学名誉教授。弘前大学助教授の1989年『バテレン追放令』でサントリー学芸賞受賞。
- 岡崎英輔 ：元弘前大学人文学部名誉教授、兼同大学附属図書館館長。
- 鐘江宏之 ：日本の歴史学者。元弘前大学人文学部准教授。
- 上野善道 ：日本の言語学者、元弘前大学人文学部専任講師（国語学）。
- 沼田哲 ：日本の歴史学者。元弘前大学専任講師。
- 下宮忠雄：日本の言語学者、元弘前大学人文学部講師(英語学)。
- 三谷栄一 ：日本の国文学者・中古文学専攻。元弘前大学教授。
- 西野嘉章 ：日本の文化財保存科学・博物館工学・美術史学者。元弘前大学准教授。
- 須田朗 ：日本の哲学研究者。元弘前大学准教授。
- 及川馥：日本の文学者。元弘前大学教授。
- 村田靖子 ：ヘブライ語、ヨーロッパ文学の研究・翻訳家。元弘前大学教養部助教授。
- 高市順一郎：詩人、英米文学者。元弘前大学教養部准教授。
- 時野谷滋 ：日本の歴史学者。元弘前大学専任講師。
- 堀内健志 ：日本の法学者。弘前大学名誉教授。
- 宮崎道生 ：日本史学者、新井白石の研究者。元弘前大学教授。
- 寺田光徳 ：フランス文学者。元弘前大学准教授。
- 加来彰俊 ：哲学研究者、法政大学名誉教授。元弘前大学准教授。
- 村越潔 ：日本の考古学者。弘前大学名誉教授。
- 斉藤利男 ：日本史学者、弘前大学名誉教授。
- 横山北斗：日本の政治家、元弘前大学教育学部准教授。
- 檜槇貢：日本の政治学者。元弘前大学大学院地域社会研究科教授。
- ヤコバス・ニコラース・ウェスタホーヴェン：オランダ王国出身の文学研究者。元弘前大学教育学部教授。
- 近藤順茂：日本の経済学者。元弘前大学留学生センター教授。
- 香取薫：日本の情報学者。元弘前大学人文学部教授。青森公立大学3代学長。
- 井浦芳信：日本の日本近世演劇研究者。元弘前大学文理学部教授。
- 岩見照代：日本の近代文学研究者。元弘前大学教養部講師。
- 和泉清司：日本の史学研究者。元弘前大学助教授。
- 池上良正：日本の宗教学者。元弘前大学人文学部助教授。
- 五十嵐晴彦：日本の哲学者。元弘前大学人文学部教授。
- 伊狩章：日本の国文学者。元弘前大学助教授。
- 植木久行：日本の中国文学者。弘前大学名誉教授。
- 上野矗：日本の心理学者。元弘前大学養護教諭養成所助教授。
- 江連隆：日本の国語・漢文教育学者。弘前大学名誉教授。
- 土持・ゲーリー・法一：日本の教育学者、元弘前大学21世紀教育センター教授。
- 虎尾俊哉：日本の歴史学者。弘前大学名誉教授。
- 長岡新吉：日本の経済史学者。元弘前大学文理学部助教授。
- 長野隆：日本の文学者。元弘前大学教育学部教授。
- 三保忠夫：日本の国語学者。元弘前大学人文学部講師。
- 宮治昭：日本の仏教美術史学者。弘前大学助教授。
- 森田稔：日本のロシア音楽研究者。元弘前大学講師。
- 安田寛：日本の音楽学者。元弘前大学教育学部教授。奈良教育大学名誉教授。
- 山田史生：日本の文学研究者。元弘前大学教育学部教授。
- 山下祐介：日本の社会学者。元弘前大学准教授。
- 村田千尋：日本の音楽学者。元弘前大学教育学部教授。
- 道籏泰三：日本のドイツ文学者、哲学者。元弘前大学助教授。
- 日野資純：日本の国語学者・方言学者。元弘前大学講師。
- 野町啓：日本の歴史学者。元弘前大学助教授。
- 田中二郎：日本の生態人類学者。元弘前大学人文学部教授。
- 高橋崇：日本の歴史学者。元弘前大学講師。
- 田中重好：日本の社会学者。元弘前大学人文学部教授。
- 砂上史子：日本の教育学者。元弘前大学教育学部講師。
- 座小田豊：日本の哲学研究者。元弘前大学教養部助教授。
- 斉藤利男：日本の日本史学者。弘前大学名誉教授。
- 小池淳一：日本の民俗学者。元弘前大学人文学部助教授。
- 鎌田博夫：日本のフランス文学者。元弘前大学人文学部教授。
- 池上良正：日本の宗教学者。元弘前大学人文学部教授。
- 石井薫：日本の会計学・環境学者。元弘前大学助教授。
- 和泉清司：日本史学者。元弘前大学助教授。
- 杉山祐子：日本の文化人類学者。弘前大学人文学部教授。専門は、アフリカ社会に関する生態人類学的研究。

医学系
- 佐々木直亮：弘前大学名誉教授。衛生学者、疫学者。りんごの高血圧予防効果を世界にさきがけて指摘。
- 高橋信次 (放射線医学者)：日本の放射線医学者。元弘前大学医学部教授。
- 松永藤雄 ：日本の内科医。弘前大学名誉教授。勲二等瑞宝章、従三位。医学博士。
- 山村道雄：日本の医学者、精神科医。元弘前大学医学部教授。
- 豊田隆謙：日本の内科医。元弘前大学医学部助教授。
- 斎藤達雄：日本の内科学者。元青森医学専門学校教授。
- 品川信良：日本の産婦人科学者。弘前大学名誉教授。
- 尾山力：日本の医学者・麻酔学者。元弘前大学医学部助教授。
- 新道幸惠：日本の看護学者・看護師・助産師。元弘前大学医療技術短期大学部助教授。
- 本庶佑：日本の医師、医学者（医化学・分子免疫学）。元弘前大学客員教授（医学部）。2018年にノーベル生理学・医学賞受賞。
- 西條康夫：日本の腫瘍内科医・呼吸器内科医。元弘前大学医学部教授。
- 後藤由夫：日本の内科医。元弘前大学医学部教授。
- 床次眞司 ：日本の物理学者。専門は保健物理学。弘前大学被ばく医療総合研究所所長・教授。

理工学・農学系
- 二間瀬敏史：日本の宇宙物理学者、元弘前大学理学部教授。
- 古田孝之 ：日本の数学者。弘前大学名誉教授。
- 由井俊三：日本の地球科学者。元弘前大学理学部教授。
- 正木進三：日本の生物学者。弘前大学名誉教授。
- 島善鄰：日本の農学者。元弘前大学教授。北海道大学第6代学長。
- 嵯峨直恆：日本の生物学者。元弘前大学食料科学研究所所長。
- 小西栄一：計算機工学研究者。元弘前大学理工学部助教授。
- 玉真之介：日本の農業経済学者。元弘前大学農学生命科学部助教授。
- 佐野輝男：日本の植物病理学者。弘前大学名誉教授。
- 片岡俊一：日本の工学者。弘前大学理工学部教授。専門は地震工学、土木工学。
- 宮永崇史：日本の物理学者。弘前大学大学院理工学研究科教授。

## 大学出身者

### 学問・教育
学長・副学長
- 厚谷郁夫: 北見工業大学第6代学長（H8.4.1－H14.3.31）
- 阿保順子: 長野県看護大学元学長
- 佐々木政憲：稚内北星学園大学元学長
- 中村惠子：札幌市立大学元副学長、日本救急看護学会理事長を歴任

弘前大学
- 長谷川成一 ：弘前大学名誉教授。日本史学者
- 小原良孝：元弘前大学理学部教授・農学生命科学部教授。日本の哺乳類学者
- 二ツ矢昌夫 ：弘前大学理学部（理工学部）元准教授
- 道上宗巳 ：弘前大学理学部（理工学部）元准教授
- 原田悦雄 ：弘前大学人文学部元准教授
- 高橋信介：弘前大学理学部（理工学部）准教授
- 松木明知：弘前大学医学部元教授。名誉教授。
- 中路重之：弘前大学医学部特任教授。
- 今充：日本の医学者。弘前医療福祉大学特任教授、弘前大学名誉教授

国立大学・公立大学
- 原田尚美：東京大学教授、女性初の南極地域観測隊隊長
- 佐藤矩行：京都大学名誉教授、紫綬褒章
- 対馬勝年：富山大学名誉教授
- 美濃川拓哉：東北大学大学院生命科学研究科准教授
- 鈴木聡：東京外国語大学名誉教授
- 渡部重十：北海道大学名誉教授、元地球電磁気・地球惑星圏学会会長
- 高田純：札幌医科大学医学部教授・非政府組織放射線防護情報センター代表
- 河西英通：広島大学森戸国際高等教育学院特任教授、広島大学大学院文学研究科元教授
- 竹内康浩：北海道教育大学教育学部釧路校教授
- 森英一：金沢大学名誉教授
- 脇克志：山形大学理学部数理科学科教授

私立大学
- 石川ふみよ：上智大学総合人間科学部教授
- 高橋美保子：米イオンド大学薬学部ハーブセラピスト学科准教授、日本のハーブ研究家、ハーブセラピスト
- 中原准一：酪農学園大学教授
- 工藤信夫：日本の精神科医、大学教授、医学博士。淀川キリスト教病院精神科医長、ルーテル学院大学社会福祉学科教授を経て、現在平安女学院大学教授。
- 伊藤卓朗：博士（生命科学）、慶應義塾大学先端生命科学研究所・研究員
- 西川博史：経済学者、北海商科大学教授、元北海学園大学教授
- 櫛引素夫：ジャーナリスト出身の日本の地理学者、メディア論研究者、青森大学社会学部教授、専門地域調査士
- 久慈きみ代 : 国文学者、青森大学名誉教授
- 藤本修平 : 日本の健康情報学研究者、起業家、投資家。静岡社会健康医学大学院大学准教授

国立研究機関・その他
- 川田伸一郎：日本の動物学者。国立科学博物館動物研究部脊椎動物研究グループ（旧動物第一研究室）研究員。研究テーマは「モグラ科食虫類の系統分類学」・「モグラ博士」の呼び名もある。（理学）
- 三浦忠司：八戸市の郷土史家・安藤昌益資料館館長
- 藤井恒：日本の生物学者、NPO法人日本チョウ類保全協会設立代表者
- 前野ウルド浩太郎：日本の昆虫学者(通称: バッタ博士)、 国際農林水産業研究センター研究員
- 向山満：日本のコウモリ類研究者
- 千葉一夫：プログラマー

### 医師
- 本田宏：日本の医師。現在、済生会栗橋病院副院長。外科医。医師不足など日本の医療政策の問題点を訴える講演活動で知られる
- 一迫玲：日本の医師、病理医・病理学者
- 蠣崎要：日本の産婦人科医、文筆家
- 放生勲：日本の内科医、文筆家
- 井上潤一：日本の医学者・医師。専門は救急医学、外傷学、一般外科学。日本医科大学医学部救急医学教室臨床教授、日本医科大学武蔵小杉病院救命救急センター長
- 田偉：中華人民共和国の外科医師、医学者。中国工程院院士。現職は北京大学、清華大学の教授、博士課程の指導者。

### 文学・芸術
- 下山一二三：現代音楽作曲家（教育）・文化庁芸術祭優秀賞（1979年）など多数受賞
- 松本修：近畿大学准教授・演出家（中退）
- 安彦良和：漫画家。『機動戦士ガンダム』のキャラクターデザイン・作画ディレクター（中退）
- 三浦勇雄：ライトノベル作家。代表作・上等。シリーズ
- 宮坂宏美：日本の翻訳家
- 葛西伸哉：ライトノベル作家
- 工藤政司：日本の翻訳家、東京国際大学元教授
- 結城恭介：日本の小説家（中退）
- 宇野朴人：日本の小説家。『神と奴隷の誕生構文』でデビュー。
- 加藤山羊(矢樹純)：日本の漫画家。作画担当の加藤缶と、原作担当の矢樹純の姉妹による共同ペンネーム。宝島社主催の第10回『このミステリーがすごい!』大賞に応募し、受賞には至らなかったものの応募作『Sのための覚え書き かごめ荘連続殺人事件』が隠し玉（編集部推薦）として出版。
- 佐藤羽美：日本の歌人・社交ダンス指導員
- 新挑限：日本の漫画家。『幼なじみになじみたい』でデビュー。『じいさんばあさん若返る』作者。
- 木村勇治：日本の漫画家。初の連載となる『U19』を『週刊少年ジャンプ』2017年11号から同年28号まで連載。
- 古矢永塔子：日本の小説家。『七度笑えば、恋の味』で小学館主催の第1回日本おいしい小説大賞を受賞。
- 岩木一麻：日本の小説家。『がん消滅の罠 完全寛解の謎』で第15回『このミステリーがすごい!』大賞を受賞。
- 添野知生：日本のSF映画評論家。
- 久栖博季：日本の小説家。『彫刻の感想』で第53回新潮新人賞を受賞してデビュー。
- 植垣康博：作家、連合赤軍活動家（中退）

### 政治・行政
- 高橋千鶴子：元衆議院議員（日本共産党）
- 熊坂義裕：元岩手県宮古市長。現在、盛岡大学栄養科学部教授、京都大学医学部非常勤講師
- 熊坂伸子：岩手県宮古市議会議員（2期）
- 岸部陞：秋田県北秋田市初代市長
- 杉本拓：北海道札幌市元助役、学校法人北星学園元理事長
- 櫻田宏：青森県弘前市長（1期）
- 齊藤直飛人：青森県議会議員（3期）、元大相撲力士追風海(大学院のみ在学)

### 経済
- 石井純二：北洋銀行会長、元札幌北洋ホールディングス社長、北海道貿易物産振興会会長、元第二地方銀行協会会長
- 柴田憲次：ホーマック会長、DCMホールディングス取締役
- 山田和彦：月島ホールディングス会長、日本産業機械工業会運営幹事
- 上澤孝二：北海道文化放送社長・会長歴任

東京商工リサーチによると青森県内の弘前大学出身社長数は156人（第2位）。上位10大学のうち東北地区の大学は弘前大学がトップ。なお第1位は日本大学191人、第3位は八戸工業大学77人（2023年調べ）。

### スポーツ
- 高梨沙羅：スキージャンプ・平昌五輪女子個人ノーマルヒル銅メダリスト
- 清水宏保：スピードスケート・長野五輪スピードスケート金メダリスト
- 古賀稔彦：柔道家・バルセロナ五輪柔道金メダリスト
- 野村忠宏：柔道家・アトランタ五輪、シドニー五輪、アテネ五輪柔道金メダリスト
- 谷本歩実：柔道家・アテネ五輪、北京五輪柔道金メダリスト
- 山本博：アテネ五輪アーチェリー銀メダリスト
- 目黒萌絵：トリノオリンピック女子カーリング代表
- ミラノコレクションA.T.：元プロレスラー、整体師
- 武藤崇志：北海道出身の元サッカー選手、サッカー指導者
- 本田勝義：柔道家
- 瀬尾京子：体操選手、ソウルオ五輪代表に選出、バルセロナ五輪で5つの競技に出場
- 須田芳正：東京都出身の元サッカー選手、サッカー指導者

### 芸能
- 木野花：女優・演出家
- 佐藤弘道：タレント・体操のお兄さん (大学院のみ在学、医学博士取得)
- 高清水有子：日本のジャーナリスト、リポーター
- ジョナゴールド（2代目）：アーティスト、元アイドル、りんご娘
- 木下遥：ファッションモデル、タレント
- Solmana：日本のシンガーソングライター、R&Bシンガー。

### 報道・マスコミ
- 鈴木直志：元テレビ岩手アナウンサー
- 松尾志織：元青森放送アナウンサー
- 河路直樹：フリーアナウンサー（元東海ラジオ放送・RKB毎日放送アナウンサー）
- 石塚絵里子：元青森朝日放送アナウンサー、気象予報士、同局記者
- 山内千代子：青森放送ラジオディレクター・パーソナリティ（元アナウンサー）
- 猪股南：青森放送アナウンサー
- 松原稜典：ミヤギテレビアナウンサー
- 神田昭一：北海道テレビパーソナリティ、気象予報士・防災士
- 堀内大輝：北海道放送アナウンサー、気象予報
- 小山内鈴奈：フジテレビアナウンサー
- 坂下悠乃 : 気象予報士
- 千葉真由佳 : フリーアナウンサー（TBSスパークル所属）
- 吉﨑ちひろ : 青森放送アナウンサー
- 宇野沢達也：気象予報士、ウェザーニュースLiVE解説員